# Тијана Грумић
Тијана Грумић (Нови Сад, 13. септембра 1993) српска је драмска списатељица.

## Биографија
Тијана Грумић рођена је у Новом Саду, 13. септембра 1993, а одрасла у Старој Пазови и ту завршила Гимназију „Бранко Радичевић“. Током школовања, она је похађала семинар археологије у „Петници“, где је касније наставила свој допринос као руководилац програма на курсу друштвено-хуманистичких наука (ДРХ). Као ученица четврте године, она је учествовала на такмичењу „Беседе у Зоранову част“, посвећеном Зорану Ђинђићу, на ком је остварила треће место у финалу 2012. године. Такође, у школи је била чланица драмске секције, за коју је написала свој први комад, што ју је касније професионално определило. По окончању средњошколског образовања, уписала је Факултет драмских уметности Универзитета уметности у Београду, где је 2016. дипломирала драматургију као студент генерације, а следеће године одбранила мастер рад. Свој професионални ангажман, Тијана је отпочела током основних студија, а као представница факултета учествовала је на више позоришних фестивала у држави и иностранству. Након Фестивала еколошког позоришта за децу и младе, чија је селекторка била 2018, Тијана је наредне године прихватила улогу домаћина Writing Resident Camp-а у Мокрину. Након што је у недељнику Време у јуну 2021. године објављен чланак о сексуалном узнемиравању у ИС Петници,, Грумић и још неколицина чланова ИСП су након вишемесечних преговора са некадашњом управом Станице напустили Истраживачку станицу Петницу услед неадекватне реакције управе на случајеве сексуалног злостављања.

## Рад у позоришту
Као студенткиња драматургије, Тијана Грумић је учествовала у раду на представи Шта је она крива није ништа она крива, а остварила се као сарадница редитељке Анђелке Николић. Представа је реализована адаптацијом награђеног текста Весне Перић, за друштвено ангажовану драму, а премијерно је изведена на сцени Битеф театра, 9. априла 2015. Тијана је касније остварила сарадњу са Омладинским позориштем „Дадов”, а поред ауторских драмских текстова 4 боје 5 пиштоља и Крофне, љубав и још понешто, урадила је адаптацију романа Оливер Твист, Чарлса Дикенса, те књижевног дела Јасминке Петровић, Ово је најстрашнији дан у мом животу, која је представљала њену дипломску представу. Такође, комад рађен према тексту Тијане Грумић, Ко још једе хлеб уз супу?, премијерно је изведен на сцени Установе културе „Вук Стефановић Караџић“, 18. априла 2016, као испитна представа редитељке Таре Манић, а средином новембра исте године гостовао је на студентском фестивалу у Москви. Представа Царство мрака, редитеља Игора Вука Торбице, за коју је Тијана Грумић урадила драматизацију дела Лава Николајевича Толстоја, премијерно је изведена у београдском Народном позоришту, 2017. Наредне године, глумачка постава са представом је учествовала на Интернационалном театарском фестивалу МЕСС у Сарајеву. Сарадњом Академије уметности и Позоришта младих у Новом Саду, изведена је представа Драга Јелена Сергејевна. Адаптацију дела Људмиле Разумовске урадила је Тијана Грумић, а представу је режирала Лана Павков. Представа Плава птица, премијерно је изведена на 25. позоришном маратону у Сомбору, јуна 2017. године. Реализована је сарадњом Тијане Грумић и редитељке Соње Петровић, а по мотивима истоименог дела Мориса Метерлинка. Током 2018, премијерно су изведена три комада Тијане Грумић, Кеплер-452б, Моћни ренџери не плачу и Стварање човека, на којима је сарађивала са редитељима Југом Ђорђевићем, Тијаном Васић и Ивоном Шиљковић. Такође, Тијана је потписала сценарио за трећи чин представе Триптих о радницима, под називом Никад нисам видела звезде, која је премијерно изведена 7. октобра исте године у Чачку, чиме је обележено оснивање позоришта у том граду. Почетком наредне године у Српском народном позоришту започете су пробе представе Најусамљенији кит на свету, по њеном тексту, а у режији Зијаха Соколовића. Нешто касније, у априлу 2019, премијерно су изведене три представе чију је драматизацију урадила Тијана Грумић, на сценама Народног позоришта у Суботици, Краљевачког позоришта, односно Пан театра. У октобру 2019, после вишегодишњег реновирања, поново је отворена зграда Позоришта „Бора Станковић“ у Врању, а истог месеца премијерно је изведена представа Нечиста крв у драматизацији Тијане Грумић и режији Југа Ђорђевића. У марту 2020, на сцени Српског народног позоришта постављена је представа Ко је убио Џенис Џоплин?, према оригиналном тексту Тијане Грумић, у режији Соње Петровић.
Поред позоришних остварења, Тијана је учествовала у писању сценарија за краткометражни филм Вртлог, редитељке Емилије Гашић, који је уврштен у званични програм фестивала „Макабро“ у Мексико Ситију, августа 2017, док је наредне године приказана екранизација драме Биљане Србљановић, Београдска трилогија, чију је адаптацију урадила Тијана Грумић.

## Представе
| Драматизација позоришних комада       | Драматизација позоришних комада                     | Драматизација позоришних комада | Драматизација позоришних комада             | Драматизација позоришних комада |
| Представа                             | Текст                                               | Режија                          | Позориште                                   | Премијера                       |
| ------------------------------------- | --------------------------------------------------- | ------------------------------- | ------------------------------------------- | ------------------------------- |
| Шта је она крива није ништа она крива | Весна Перић                                         | Анђелка Николић                 | Битеф театар                                | 9. април 2015.                  |
| 4 боје 5 пиштоља                      | Тијана Грумић                                       | Александар Марковић             | ДАДОВ                                       | 15. октобар 2015.               |
| Ово је најстрашнији дан у мом животу  | Јасминка Петровић                                   | Владан Ђурковић                 | ДАДОВ                                       | 6. април 2016.                  |
| Ко још једе хлеб уз супу?             | Тијана Грумић                                       | Тара Манић                      | УК „Вук Стефановић Караџић“                 | 18. април 2016.                 |
| Праћка                                | Николај Кољада                                      | Соња Петровић                   | УК Пароброд                                 | 9. септембар 2016.              |
| Драга Јелена Сергејевна               | Људмила Разумовска                                  | Лана Павков                     | Позориште младих                            | 19. новембар 2016.              |
| Крофне, љубав и још понешто           | Тијана Грумић                                       | Тијана Васић                    | ДАДОВ                                       | 30. новембар 2016.              |
| Царство мрака                         | Лав Толстој                                         | Игор Вук Торбица                | Народно позориште у Београду                | 24. март 2017.                  |
| Оливер Твист                          | Чарлс Дикенс                                        | Владан Ђурковић                 | ДАДОВ                                       | 26. април 2017.                 |
| Плава птица                           | Морис Метерлинк                                     | Соња Петровић                   | Народно позориште Сомбор                    | 14. јун 2017.                   |
| Ти и ја, научника два                 | Миро Чабраја                                        | Миро Чабраја                    | Позориште лутака „Пинокио”                  | 13. октобар 2017.               |
| Кеплер-452б                           | Тијана Грумић                                       | Југ Ђорђевић                    | Позориште „Бора Станковић“                  | 22. фебруар 2018.               |
| Моћни ренџери не плачу                | Тијана Грумић                                       | Тијана Васић                    | Српско народно позориште                    | 20. март 2018.                  |
| Триптих о радницима                   | Сара Радојковић, Страхиња Маџаревић и Тијана Грумић | Југ Ђорђевић                    | Градско позориште Чачак                     | 7. октобар 2018.                |
| Стварање човека                       | Тијана Грумић                                       | Ивона Шиљковић                  | Атеље 212                                   | 5. децембар 2018.               |
| Бела Грива                            | Рене Гијо                                           | Ирена Ристић                    | Шабачко позориште                           | 20. фебруар 2019.               |
| Најусамљенији кит на свету            | Тијана Грумић                                       | Зијах Соколовић                 | Српско народно позориште                    | 6. март 2019.                   |
| Конопац                               | Патрик Хамилтон                                     | Марко Торлаковић                | Народно позориште Суботица                  | 18. април 2019.                 |
| Сумња                                 | Џон Патрик Шенли                                    | Југ Ђорђевић                    | Краљевачко позориште                        | 20. април 2019.                 |
| Аудиција - Како сам добила улогу      | према делима Антона Павловича Чехова                | Мирјана Карановић               | Пан театар                                  | 21. април 2019.                 |
| Нечиста крв                           | Бора Станковић                                      | Југ Ђорђевић                    | Позориште „Бора Станковић“                  | 22. октобар 2019.               |
| Један Едип                            | Армандо Насименто Роза                              | Југ Ђорђевић                    | Народно позориште Ниш                       | 30. новембар 2019.              |
| Ко је убио Џенис Џоплин?              | Тијана Грумић                                       | Соња Петровић                   | Српско народно позориште                    | 9. март 2020.                   |
| Крадљивци кокосових ораха             | Тијана Грумић                                       | Анђелка Николић                 | Позориште „Душко Радовић” Београд           | 5. новембар 2020.               |
| Утопија                               | Тијана Грумић                                       | Иван Балетић                    | Позориште „Душко Радовић” Београд           | 11. фебруар 2021.               |
| Кишне капи на врелом камењу           | Рајнер Вернер Фасбиндер                             | Југ Ђорђевић                    | Београдско драмско позориште                | 20. фебруар 2021.               |
| Трамвај звани жеља                    | Тенеси Вилијамс                                     | Југ Ђорђевић                    | Народно позориште Сомбор                    | 5. март 2021.                   |
| Living room                           | Ерсан Мондтаг                                       | Ерсан Мондтаг                   | Београдско драмско позориште                | 13. септембар 2021.             |
| Флеке                                 | Тијана Грумић                                       | Југ Ђорђевић                    | Краљевачко позориште                        | 20. септембар 2021.             |
| Власт                                 | Бранислав Нушић                                     | Милан Нешковић                  | Народно позориште у Београду                | 17. новембар 2021.              |
| Осврни се у гњеву                     | Џон Озборн                                          | Југ Ђорђевић                    | Никшићко позориште                          | 20. децембар 2021.              |
| Стварање човека                       | Тијана Грумић                                       | Миа Кнежевић                    | Народно позориште Лесковац                  | 15. март 2022.                  |
| 52 Hertzov                            | Тијана Грумић                                       | Мојца Мадон                     | Словенско народно гледалишче у Новој Горици | 13. април 2022.                 |
| Могућност забављања код птица         | Тијана Грумић                                       | Никола Исаковић                 | Битеф театар                                | 15. април 2022.                 |
| Успаванка за Алексију Рајчић          | Ђорђе Косић                                         | Југ Ђорђевић                    | Народно позориште у Београду                | 30. април 2022.                 |

## Екранизација
| Драматизација екранизованих дела | Драматизација екранизованих дела | Драматизација екранизованих дела |
| Наслов                           | Текст                            | Режија                           |
| -------------------------------- | -------------------------------- | -------------------------------- |
| Вртлог                           | Тијана Грумић и Емилија Гашић    | Емилија Гашић                    |
| Београдска трилогија             | Биљана Србљановић                | Јована Аврамовић                 |

## Награде и критике
Године 2015, Грумићева је добила награду „Јосип Кулунџић“, коју студентима додељује Факултета драмских уметности у Београду додељује катедра за драматургију, за остварен изузетан успех у области позоришта, радија, филма, телевизије или критике.
На 23. међународном фестивалу хумора за децу, представа Ово је најстрашнији дан у мом животу, рађена по књизи Јасминке Петровић, добила је 5 награда у конкуренцији 12 позоришних представа, од којих је Тијана Грумић награђена за најбољи драмски текст.
Након претпремијерног извођења представе Драга Јелена Сергејевна у Позоришту младих, оцењено је да је адаптација Тијане Грумић оплеменила текстуални предложак, који у оригиналу садржи дугачке монологе и дијалоге о руској историји, те да је радња приближена окружењу у ком се представа одиграва.
Текст представе Моћни ренџери не плачу, изабран је међу три пратећа на конкурсу Стеријиног позорја за оригинални домаћи драмски текст у сезони 2017/18, уз образложење да драмски потенцијал и умешност на веома високом нивоу сведоче о високој свести аутора. За драму Кеплер 452-б, на којој је сарађивала са редитељем Југом Ђорђевићем, Грумићева је награђена за најбољи савремени драмски текст на фестивалу „Актер Европе“, 2018. године, у Преспи, док су Грумић и Ђорђевић за исту представу поделили специјалну награду на 54. Фестивалу професионалних позоришта Србије „Јоаким Вујић” одржаном у Новом Пазару.

Када у ретроспективи посматрам све што пишем, доста се повлачи тужних мотива. Осећајности... Иако наслов каже да „не плачу“, многи су се заплакали. С друге стране, то што плачемо не значи да нисмо храбри и способни да се изборимо са тешким стварима. Увек се запитам да нисам одрастала ту где јесам, да ли бих уопште писала, и о чему. Мене то храни. Плакање је израз емоција и олакшање.

—Тијана Грумић, 2018.
Октобра 2018, Тијана је добила годишњу награду из фонда „Борислав Михајловић Михиз“. Жири који је одлучивао о додели награде чинили су Даринка Николић, позоришна критичарка, Ксенија Крнајски, редитељка и Светислав Јованов, театролог. У образложењу је наведено да се у делима Тијане Грумић препознаје специфична емотивност и пажљива карактеризација ликова.
У тексту ауторке Марине Миливојевић Мађарев, објављном у недељнику Време, Грумићева је описана као припадница генерације рођене након распада Југославије, која има другачије погледе на свет око себе и истину сматра релативним појмом. Као заједнички мотив у њеним текстовима, за представе Кеплер-452б, Моћни ренџери не плачу и Стварање човека, препознато је море. Њени радови окарактерисани су као нетипични, због аутентичних монолога које ликови казују, те поетичности којом су текстови прожети. Због тога је примећено да њене текстове углавном реализију генерацијски ближи редитељи, који им приступају са више пажње, чиме се обезбеђује доследнија интерпретација на сцени.
У својој критици представе Стварање човека, објављеној у Политици, почетком 2019, Ана Тасић је рад Тијане Грумић описала као савремени текст, који се бави људским трагедијама, стављеним у конкретан контекст. Специфичност је препозната у приступу теми којом се представа бави, супротстављањем различитих крајности, што доприноси комплексности драмског дела. Тијана је комад написала за време студија, а 2016. је изабран међу 5 најбољих савремених ангажованих драмских текстова на конкурсу „Хартефакт фонда“.
Представа Ко је убио Џенис Џоплин? награђена је у 4 категорије на 65. Стеријином позорју, међу којима је била и награда публике за најбољу представу са просечном оценом 4,72.
На 5. фестивалу Позоришно пролеће у Шапцу, одржаном у октобру 2020. године, Тијана Грумић добила је награду за драматизацију романа Нечиста крв у режији Југа Ђорђевића и извођењу Позоришта „Бора Станковић” из Врања.
На такмичењу за награду Аурора - драматуршку награду града Бидгошча (Пољска), Тијанин текст Никад нисам видела звезде одабран је као један од 5 најбољих од укупно 288 приспелих текстова. Жири којим је председавала нобеловка Свјатлана Алексијевич донео је одлуку да главну награду добија Микита Илинчик из Белорусије, док је Тијани Грумић припала специјална награда грузијског Ројал Дистрикт Театра.